# The Poker House
The Poker House és una pel·lícula dramàtica dels Estats Units del 2008 escrita i dirigida per Lori Petty.

## Sinopsi
Drama centrat en la vida de tres germanes, la vida de les quals estigué marcada per la misèria, l'abús i la desídia. Viuen amb llur mare Sarah, una prostituta addicta a les drogues, i el seu violent proxeneta, Duval. Cada nit, el sexe, les drogues i el joc passen a formar part de llurs vides, car la casa es transforma en un prostíbul ple de borratxos desconeguts. El pare de debò de les nenes, un predicador, acostumava a pegar la mare i les filles, fins que va ser detingut per la policia. La Sarah, en no tenir diners, es dedica a la prostitució i comença a consumir drogues per alleujar la seva realitat. Poc després de fer 14 anys, una de les germanes, l'Agnes, és violada per en Duval, qui després suggereix a la Sarah que la nena hauria de començar a treballar per a ell. Quan l'Agnes, desolada, intenta oblidar el terrible esdeveniment, apareix la seva mare. Esperant rebre una abraçada, només obté una resposta sense sentit d'una borratxa. Però l'Agnes no està disposada a deixar que la seva mare i en Duval destrueixin la seva vida i la de les seves germanes.

## Repartiment
- Jennifer Lawrence: Agnes
- Selma Blair: Sarah
- Chloë Grace Moretz: Cammie
- Bokeem Woodbine: Duval
- Sophi Bairley: Bee
- Danielle Campbell: Darla
- David Alan Grier: Stymie
- Casey Tutton: Sheila